# Étercy
Étercy ist eine französische Gemeinde im Département Haute-Savoie in der Region Auvergne-Rhône-Alpes.

## Geographie
Étercy liegt auf 504 m, etwa neun Kilometer westlich der Stadt Annecy (Luftlinie). Das ehemalige Bauerndorf erstreckt sich im Alpenvorland auf einem Plateau rund 150 m über dem Tal des Fier, im nördlichen Albanais.
Die Fläche des 4,55 km² großen Gemeindegebiets umfasst einen Abschnitt des Albanais. Die nördliche Grenze verläuft entlang dem gewundenen Flusslauf des Fier. Dieser fließt in einer mehr oder weniger tief eingeschnittenen Felsschlucht (Gorges du Fier) von Osten nach Westen und erreicht unterhalb von Étercy die offene Talebene des Albanais. Vom Flusslauf erstreckt sich das Gemeindeareal südwärts über einen meist relativ sanft ansteigenden Hang auf das Plateau von Étercy, das sowohl im Westen als auch im Osten von Erosionsrinnen kurzer Seitenbäche des Fier begrenzt wird. Mit 593 m wird auf der Höhe südlich von Étercy die höchste Erhebung der Gemeinde erreicht.
Zu Étercy gehören neben dem eigentlichen Ortskern auch mehrere Weilersiedlungen und Gehöfte, darunter: 
- Biollet (430 m) am südlichen Talhang des Fier
- La Clave (470 m) auf dem Plateau unterhalb von Étercy

Nachbargemeinden von Étercy sind Hauteville-sur-Fier und Vaulx im Norden, Lovagny und Chavanod im Osten sowie Marcellaz-Albanais im Süden und Westen.

## Sehenswürdigkeiten
Die Pfarrkirche Conversion de Saint-Paul wurde 1861 im Stil der Neuromanik erbaut. Dabei wurde der 1575 errichtete Kirchturm des ehemaligen Priorats Saint-Paul mit einbezogen. Die Kirche besitzt eine bemerkenswerte Ausstattung (zumeist aus der ehemaligen Prioratskirche), darunter eine Jungfrau mit Kind (17. Jahrhundert) und Chorgestühl aus dem 18. Jahrhundert.

## Bevölkerung
| Jahr                       | 1962 | 1968 | 1975 | 1982 | 1990 | 1999 | 2006 | 2021 |
| Einwohner                  | 198  | 198  | 214  | 299  | 433  | 631  | 675  | 930  |
| Quellen: Cassini und INSEE |      |      |      |      |      |      |      |      |

Mit 976 Einwohnern (Stand 1. Januar 2022) gehört Étercy zu den kleinen Gemeinden des Département Haute-Savoie. Im Verlauf des 19. und 20. Jahrhunderts nahm die Einwohnerzahl aufgrund starker Abwanderung kontinuierlich ab (1861 wurden in Étercy noch 446 Einwohner gezählt). Seit Mitte der 1970er Jahre wurde jedoch dank schönen Lage in der Nähe zu Annecy wieder eine markante Bevölkerungszunahme verzeichnet.

## Wirtschaft und Infrastruktur
Étercy war bis weit ins 20. Jahrhundert hinein ein vorwiegend durch die Landwirtschaft geprägtes Dorf. Heute gibt es verschiedene Betriebe des Kleingewerbes. Ansonsten hat sich das Dorf zu einer Wohngemeinde entwickelt. Viele Erwerbstätige sind Wegpendler, die im Raum Annecy ihrer Arbeit nachgehen.
Die Ortschaft liegt abseits der größeren Durchgangsstraßen, ist aber von der Departementsstraße D16, die von Annecy nach Rumilly führt, leicht zu erreichen. Weitere Straßenverbindungen bestehen mit Hauteville-sur-Fier und Chavanod. Der nächste Anschluss an die Autobahn A41 befindet sich in einer Entfernung von rund 13 km.